# Mark Twain
Mark Twain (s pravim imenom Samuel Langhorne Clemens), ameriški pisatelj in humorist, * 30. november 1835, Florida, Misuri, ZDA, † 21. april 1910, Redding, Connecticut, ZDA.
Twain velja za enega najbolj znanih ameriških pisateljev. Pri popisovanju zabavnih prigod se je opiral na izkušnje iz otroštva in službe na reki Misisipi. V njih je uveljavil svoj prirojeni smisel za humor in opisovanje dogodivščin, kot jih doživljajo mladi junaki. Vplival je na številne pisatelje, na Slovenskem predvsem na Frana Milčinskega. Njegova najpomembnejša dela so prevedena tudi v slovenščino.

## Zgodnje življenje
Opravljal je več poklicev. Tako je bil tiskar, ladijski kapitan na reki Misisipi, konjenik prostovoljec v ameriški državljanski vojni, rudar, časnikar in pisatelj. Potoval je po Evropi in Bližnjem vzhodu. Bil je tudi eden redkih prijateljev Nikole Tesle. Iz njegovega življenja je znanih veliko anekdot.
Samuel Langhorne Clemens je rojen v mestu Florida v državi Missouri 30. novembra 1835. Bil je sin Jane (poročena Lampton; 1803–1890) iz Kentuckya in Johna Marshalla Clemensa (1798–1847) iz Virginije. Twain je bil šesti od sedmih otrok, a le trije poleg njega so preživeli otroštvo: Orion (1825–1897), Henry (1838–1858) in Pamela (1827–1904). Njegova sestra Margaret (1833–1839) je umrla, ko je bil star 3 leta, brat Benjamin (1832–1842) še tri leta kasneje, bolezni so hudo prečesale družino.
Leta 1847 je pri Twainovih enajstih letih umrl njegov oče, tedaj odvetnik in sodnik. Preminil je zaradi pljučnice. Leto kasneje je Twain zapustil šolo po petem razredu, in postal tiskarjev vajenec. Leta 1851 je napredoval v službi (zdaj je bil črkostavec), pričenjal pa se ukvarjati s pisanjem člankov in šaljivih orisov za Orionov časopis Hannibal Journal. Pri osemnajstih letih je zapustil Hannibal in pričel delati kot tiskar v New Yorku, Filadelfiji, St. Louisu in Cincinnatiju. Pridružil se je sindikatu tiskarjev in ob večerih študiral v javni knjižnici, da bi si pridobil širšo izobrazbo.
Twain se je nato posvetil otroški ambiciji biti kapitan parnika. Kasneje je prepričal brata, da bi delal z njim, a je brat umrl v nesreči, ko je parnik eksplodiral. Ker je sam sanjal nekaj podobnega mesec prej, se je pričel aktivno ukvarjati s parapsihologijo. Ker se je čutil krivega za bratovo nesrečo, je na to temo veliko deloval in prebral. S parnikom in delom na reki je vztrajal do ameriške državljanske vojne leta 1861, ko se je rečni promet resno ustavil. Za kratek čas je bil vojak odcepljenih držav Konfederacije  Nato je šel v Nevado in delal za svojega brata, tedaj tajnika regijskega teritorija.

## Zakonska zveza in otroci
Ob srečanju in dopisovanju leta 1868-1869 sta se Twain in Olivia Langdon vedno bolj spoznavala in ljubila. Četudi je zavrnila njegovo prvo snubljenje, je v drugo po dveh mesecih privolila. Februarja 1870 sta se poročila v državi New York, kjer je dobi tudi očetovo privoljenje. Sama je bila iz liberalne premožne družine. Njena poznanstva so mu odprla svet abolicionistov, socialistov, ateistov in aktivistov za ženske pravice ter družbeno enakost. Imela sta tri hčere in sina, sin Langdon je umrl bolehen pri 19 letih. Zakon je trajal 34 let do njene smrti leta 1904. Vsi člani družine Clemens so pokopani v Elmiri, kraju, kjer sta se tudi poročila.
Twain se je preselil z družino v Hartford, Connecticut, kjer je zgrajena hiša z njegovim imenom. Tu je napisal večino svojih klasičnih romanov po katerih je najbolj poznan: Prigode Toma Sawyerja (1876), Princ in beraček (1881), Prigode Huckleberrya Finna (1885) in Jenki na dvoru kralja Arthurja (1889).
Twain je potoval po svetu v več turnejah, predavanja in potopisi so pomemben del njegovega književnega opusa, pa tudi tedaj znaten vir prihodkov. Prva turneja je obsegala le pot po Sredozemlju, že drugo turnejo je pa je popisal tudi v knjigi Američan v Evropi (1880), ki je prevedena tudi v slovenski jezik.

## Ljubezen do znanosti in tehnike
Twain je bil fasciniran z znanostjo in znanstvenim postopkom. Razvil je bližnje in trajno prijateljstvo z Nikolo Teslo.
Twain je patentiral tri izume, vključno z "Izboljšavo na nastavljivih in ločljivih oprijemk za oblačila" (nadomestek za naramnice) in igro za ljubitelje kvizov. Najbolj tržno uspešen izum je bila samolepljiv album, za lepljenje člankov, izrezkov je moral uporabnik le rahlo navlažiti stran albuma.
Twainov roman Jenki na dvoru kralja Arthurja (1889), je predstavil časovno potovanje in popis tehnoloških napredkov med različnimi obdobji. Tip zgodbe je postal pogost motiv znanstvene fantastike, kjer je bistvo zgodbe konflikt med tehnologijo in idejami.

## Finančne težave
Twain je pridobil veliko denarja s pisanjem, a ga je tudi veliko pognal na izume in investicije. Twain je na primer potrošil pravo premoženje za kompozitni tipkarski stroj. Čudežna nova priprava Paige Compositor se je velikokrat pokvarila, Twain pa je vanjo investiral 300.000 USD (upoštevajoč inflacijo bi to danes znašalo 8.900.000 USD) v letih 1880−1894; preden bi lahko bila izpopolnjena, je bila že zastarela ob pojavi linotipske tiskarske naprave. Tako je izgubil velik del svojih dobičkov, pa tudi velik del ženine dediščine.
Twain je prav tako izgubil denar na račun svoje založniške hiše Charles L. Webster and Company, ki je sprva bila zelo uspešna s spomini Ulysses S. Granta, a je kmalu pričela izgubljati zaradi neuspešnih izdaj, še posebej življenjepisa papeža Leona XIII.
Pred bankrotom se je rešil s prodajo doma v Hartfordu in potovanju po Evropi. Dopisovanje, potopisi, članki za časopise, predavanja so mu omogočili finančno rešitev, morje pa je bilo dobrodošlo za krhko zdravje hčere Susy. Do maja 1895 je družina živela predvsem v Franciji, Nemčiji in Italiji, sam pa je zaradi finančnih zadev nekajkrat vmes odpotoval v New York, kjer je izbiral najcenejše sobe.
Twainovo pisanje in predavanja, pa tudi pomoč novega prijatelja, je privedlo do popolnega finančnega okrevanja. V jeseni 1893 se spozna in ohranja 15-letno prijateljstvo s finančnim poznavalcem Henry Huttleston Rogersom, vodjo podjetja Standard Oil. Rogers svetuje Twainu, da razglasi bankrot aprila 1894. Nato Rogers svetuje prehod avtorskih pravic preteklega pisateljevanja na njegovo ženo, da nadaljnji dohodki niso na voljo upnikom. Rogers nato prevzame v oblast vse Twainove posle in uspešno poplača vse upnike.
Twain sprejme ponudbo celoletne svetovne turneje predavanj julija 1895 in tako izplača prav vse svoje upnike do konca, četudi ni bil več pravno zavezan k izplačilu. Ob vrnitvi v Ameriko se loti politične teme in postane najbolj viden predstavnik boja proti imperializmu, kar postane njegova ključna tema, ki jo odpira v vseh medijih, kjer nastopa. Januarja 1901 postane tudi predsednik Ameriške protiimperialistične lige v New Yorku.

## Predavanja, deklamacije, oralni nastopi
Twain in njegovi nastopi so bili predmet velikega povpraševanja, nastopi so bili polni humorja in niso zahtevali veliko priprav organizatorja, nastopi so bili tako zelo podobni stand-up komediji. Nastopal je v mnogih klubih, kjer je tedaj bilo ženskam prepovedan vstop. Veliko tedanjih klubov je imelo velik poudarek na igrah in prestižu, imenovanje ali nagrada kluba pa velika čast za moškega kateregakoli sloja.

## Kasnejše življenje in smrt
Po smrti hčere Susy, ki je umrla od meningitisa, Twain doživi daljše obdobje depresije. Smrt žene Olivie leta 1904 in druge hčere Jean na božični večer 1909, so poglobili otožnost. Maja istega leta nenadno umre tudi njegov bližnji prijatelj Henry Rogers.
Leta 1906 prične s pisanjem avtobiografije kot podlistek revije North American Review. Aprila istega leta je Twain slišal, da je njegova prijateljica Ina Coolbrith izgubila skoraj vse ob potresu 1906 v San Franciscu in tako prostovoljno ponudi podpisane portrete za dražbo v njeno dobro. Za dodatno pomoč prijateljici se dogovori za vnovično sedenje s slikarjem Georgem Whartonom Jamesom, ki ga je slikal za štiri nove portrete. Twain je na koncu izredno cenil njegove zadnje napravljene portrete. Poleg portretov in nekaj fotografij, obstajajo le še njegovi posnetki, ki jih je posnel Edison na obisku pri Twainu..
Oxford Univerza je podelila Twainu častni doktorat (D.Litt.) leta 1907.
V svoji večni želji, da poveže znanost s človeško minljivostjo je tudi ob zadnjih dnevih primerjal svoje življenje z opažanjem kometa.

## Delo
Najbolj izstopajoče delo so Prigode Huckleberryja Finna, a napisal celo vrsto izrednih književnih del, esejev, potopisov. Prevedeni naslovi so na voljo v slovenskem jeziku, letnice pa veljajo za prvo izdajo dela.

### Romani
- Prigode Toma Sawyera (1876)
- Princ in berač (1881)
- Prigode Huckleberrya Finna (1884)
- Yankee na dvoru kralja Arthurja (1889)
- The American Claimant (1892)
- Pudd'nhead Wilson (1894)
- Tom Sawyer na tujem (1894)
- Personal Recollections of Joan of Arc (1896)
- Tom Sawyer, detektiv (1896)
- A Double Barrelled Detective Story (1902)
- A Horse's Tale (1907)
- The Mysterious Stranger (1916, izdano po smrti)

### Eseji
- "On the Decay of the Art of Lying" (1880)
- "The Awful German Language" (1880)
- "Advice to Youth" (1882)
- "Fenimore Cooper's Literary Offenses" (1895)
- "English As She Is Taught" (1887)
- "Concerning the Jews" (1898)
- "A Salutation Speech From the Nineteenth Century to the Twentieth" (1900)
- "To the Person Sitting in Darkness" (1901)
- "To My Missionary Critics" (1901)
- "Edmund Burke on Croker and Tammany" (1901)
- "What Is Man?" (1906)
- "Christian Science" (1907)
- "Queen Victoria's Jubilee" (1910)
- "The United States of Lyncherdom" (1923, posthumous)

### Potopisi
- The Innocents Abroad (1869), travel
- Roughing It (1872), travel
- Old Times on the Mississippi (1876), travel
- Američan v Evropi (1880), travel
- Life on the Mississippi (1883), travel
- Following the Equator (1897), travel
- Is Shakespeare Dead? (1909)
- Moments with Mark Twain (1920, izdano po smrti)
- Mark Twain's Notebook (1935, izdano po smrti)

## Anekdoti
- Twain je trdil, da ljudje v pogovoru sploh ne poslušajo drug drugega. Tako je na neko zabavo prišel s precejšnjo zamudo. Pa mu odpre gostiteljica, ki je seveda pričakovala od njega ponižno opravičilo in gospod Twain ji, s primernim tonom, v katerem je bilo čutiti obžalovanje oziroma opravičilo za zamudo, reče: »Spoštovana gospa, zelo mi je žal, da sem tako pozen, ampak svoji stari teti sem moral še zaviti vrat, to pa je trajalo nekoliko dlje, kot sem pričakoval«. »Čudovito, samo da ste vseeno prišli«, je rekla gostiteljica.
- Razširile so se govorice, da je Mark umrl. Da bi se dokopali do resnice, so se v uredništvu nekega časopisa obrnili naravnost na Marka in ga prosili, naj jim brzojavo sporoči, kaj je resnica glede njegove smrti. Pisatelj je odgovoril: "Govorice hudo pretirane!"